# U-Bahnhof Angerbogen
Der U-Bahnhof Angerbogen ist ein Geisterbahnhof in der kreisfreien Stadt Duisburg im Stadtteil Huckingen. Der Bahnhof gehört der Duisburger Verkehrsgesellschaft (DVG).

## Ausstattung und Bedienung
Der Hochbahnhof mit einer Zwischenebene ist nie in Betrieb gegangen. Die Seitenbahnsteige sind zweiteilig mit Bahnsteighöhen von 26 bzw. 90 cm, da hier sowohl normale Straßenbahnwagen wie auch Stadtbahnwagen verkehren sollten.
Während die Stadtbahnlinie U79 bis heute ohne Halt durch den Bahnhof fährt, bedienen die Buslinien 940 und 942 und die Nachtbuslinie NE4 die Haltestelle „Huckingen Angerbogen“.

## Geschichte
Anfang der 1970er Jahre plante die Stadt Duisburg im Süden von Huckingen einen neuen Stadtteil für 20.000 Einwohner an der Straßenbahnlinie Düsseldorf–Duisburg (seit 1988: Stadtbahnlinie U79). Der Stadtteil sollte auch von dieser Linie bedient werden. Deshalb wurde hier ein Bahnhof gebaut und 1974 in Vorleistung fertiggestellt, da ansonsten die eingeplanten Fördermittel nicht bereitgestellt worden wären. Insgesamt soll der Bau der U-Bahn-Station umgerechnet 10,5 Millionen Euro gekostet haben.
Die Realisierung des neuen Stadtteils in der damals geplanten Form mit einer Vielzahl von Hochhäusern wurde danach jedoch aufgegeben, so dass die Züge Angerbogen seitdem ohne Halt passieren. Erst 2002 wurde mit der Bebauung der früher für den neuen Stadtteil vorgesehenen Fläche begonnen. Statt mit Hochhäusern wurde die Fläche nun jedoch weitgehend mit Einfamilienhäusern bebaut.
Der Bahnhof bleibt aber weiterhin geschlossen, und die Zugänge sind zugemauert. Auch für einen Rückbau fehlen die Mittel.